# Škrjanc
Škrjanc je priimek več znanih Slovencev:
- Adolf Željko Škrjanc (*1923), pesnik v Argentini?
- Bojan Škrjanc (*1974), hokejist
- Igor Škrjanc (*1963), elektrotehnik, univ. profesor
- Ivan Škrjanc (1908 -?), član organizacije TIGR in borec NOV?
- Janez Škrjanc, košarkar
- Milan Škrjanc (*1935), strojnik (FS)
- Nina Škrjanc, glasbenica mandoli(ni)stka, kitaristka, flavtistka
- Radovan Škrjanc, pianist, muzikolog
- Robert Škrjanc, radijski novinar